# Prasinohaema semoni
Prasinohaema semoni (зелений деревний сцинк Семона) — вид сцинкоподібних ящірок родини сцинкових (Scincidae). Ендемік Нової Гвінеї.

## Поширення і екологія
Зелені деревні сцинки Семона мешкають в прибережних районах на півдні і сході Нової Гвінеї. Вони живуть в тропічних лісах, на висоті до 1000 м над рівнем моря.